# MANYO
MANYO（まにょっ、8月4日生）は、日本のソングライター、編曲家、キーボーディスト。埼玉県出身、東京都在住。現在はパソコンゲーム、コンシューマーゲームのBGMや主題歌のプロデュースを中心に活動している。

## 経歴
大学時代にバンドを開始。独学で打ち込みを覚えて作曲家を志す。“Little Wing”名義でゲーム音楽を中心に活動を行いながら、同人ボーカリストへの楽曲提供・アレンジも手掛けていたが、近年は“arcane”名義でのアーティスト活動を開始し、前者はゲーム音楽中心の仕事用名義として2つを使い分けている。
かつてたくまるとwakiで音楽団体“Little Wing”を結成し、同人・商業音楽活動を行っていた。その後、wakiが脱退し、たくまると2人で活動した。さらにたくまるが脱退したため、現在Little WingはMANYO一人で活動している。
2010年よりゲーム音楽家集団ゲ音団に参加し、同団体が主宰のニコ生などにも出演している。
自身の個人ユニットarcaneの専属ボーカリストとしてLIZを迎えることを発表した。
ニコニコ生放送中、やなぎなぎとのユニット"mamenoi"の結成を発表した。1stアルバム「Tachyon」はオリコン（インディーズ）11位。
霜月はるかと親交が深く、霜月の自主制作CDには2005年の『月追いの都市』以来ほぼ全作にわたって参加している。霜月の作曲の編曲を担当することが多い。2005年12月に発売された『カルタグラ 〜魂ノ苦悩〜』主題歌「LUNA」のフルバージョンは Innocent Greyライブ、霜月はるかのライブでしか聞けなかったが、2010年12月、5年を経てInnocent Greyベストアルバム『トロイメライ』に収録された。M3-2010秋にて、霜月はるか・日山尚と同人音楽サークル"arcane753"を結成した。2012年12月に期間限定サークルだった"arcane753"を改め、『Haruka Shimotsuki Collaboration Live 2013 ひやまにょつきんまみれ 2days』の舞台上で霜月はるか・日山尚と新しい本格的な音楽製作ユニット"canoue"の結成を発表した。
2021年、テレビアニメ『無職転生 〜異世界行ったら本気だす〜』のオープニング曲の編曲を担当した。

## 人物
「MANYO」を仮名にすると「まにょっ」だが、発音としては「まにょ」である。また、「龍造寺真如」名義を使うこともある。
名前の由来はパール兄弟の「君にマニョマニョ」。最後に小さい「っ」が入っているのは「ライセンシー表記みたいなもの」「“まにょ”というハンドルネームの人はいても、“まにょっ”はなかなかいないでしょう」と語っている。
作詞を手掛ける際の名義として“六浦館”を用いており、長く別人と思われていたが、MANYO本人であると明かされた。
本名の“寺谷知己”名義では欧陽菲菲「Shinin' Forever」（アレンジ） マッスルミュージカル『M-JUMP』（一部楽曲提供）などに参加。
ライブではキーボードを担当。スタジオ経営、エンジニアも行っている。

## 活動

### MANYO
- 2013年4月、ベストアルバム「MANYO WORKS BEST!!」をリリース[4]。
- 2017年11月、ベストアルバム「MANYO WORKS BEST 2」をリリース[5]。

### arcane
- 2008年、作詞家の六浦館と音楽ユニットarcaneを結成。後に六浦館はMANYO本人であることが明かされた。
- 2008年11月、ティームエンタテインメントより初のメジャーアルバム「Greole」（ボーカル：茶太）をリリース。
- 2009年3月、ティームエンタテインメントよりアルバム「西征のアストライア」（ボーカル：Annabel）をリリース。
- 2010年5月、「TEAM ENTERTAINMENT LIVE ACT 2010」に出演。
- 2010年10月、初の自主制作ミニアルバム「エウロパ」（ボーカル：Annabel/やなぎなぎ）をリリース。
- 2011年5月、自主制作ミニアルバム「ククルカン」（初音ミク）をリリース。
- 2011年9月、自主制作ミニアルバム「ポプソン」（ボーカル：初音ミク、Annabel）をリリース。
- 2012年10月、自主制作ミニアルバム「CORDELIA」（ボーカル：真理絵、深水チエ、LIZ）をリリース。
- 2013年4月、自主制作ミニアルバム「Igraine」（ボーカル：LIZ）をリリース。
- 2013年10月、自主制作シングル「アウロラ/交錯点」（ボーカル：LIZ）をリリース。
- 2014年4月、自主制作シングル「アルデュイナ」（ボーカル：LIZ）をリリース。
- 2014年10月、自主制作ミニアルバム「バーニシア」（ボーカル：LIZ）をリリース。
- 2014年12月、自主制作ミニアルバム「ノウェム」（ボーカル：Cho、結良まり、真理絵、LIZ、aya Sueki、rionos）をリリース。
- 2015年4月、自主制作インスト・ミニアルバム「momentum」をリリース。
- 2015年8月、自主制作フルアルバム「アイオン」（ボーカル：LIZ）をリリース。LIZボーカルの集大成盤となっており、このアルバムをもってarcaneでのLIZ体制は一区切りとすることが宣言された。

### arcane753.
- 2010年12月、自主制作シングル「ツナギ蝶ノ塚」（ボーカル：霜月はるか）をリリース。
- 2011年8月、自主制作アルバム「羽ノ亡キ蝶」（ボーカル：霜月はるか/真理絵）をリリース。
- 2011年12月、自主制作シングル「虚木ノ咎人」（ボーカル：霜月はるか/真理絵/HaRuhiCo）をリリース。
- 2012年8月、自主制作アルバム「蝶ノ在リ処」（ボーカル：霜月はるか/真理絵/PUPI）をリリース。

### Little Wing
- 2009年3月、ティームエンタテインメントより初のワークスベストアルバム「Thanksgiving」をリリース[6]。

### mamenoi
- 2012年9月、1stアルバム「Tachyon」をリリース。

### canoue
- 2013年1月、自主制作シングル「canoue〜廻る羅針盤〜」
- 2013年8月、自主制作アルバム「canoueII 〜最果ての塔〜」
- 2013年12月、自主制作シングル「canoueIII〜海に眠る王国〜」
- 同12月、メジャーミニアルバム「ルチカ」
- 2014年8月、自主制作フルアルバム「canoue chronicle」

## 提供した主な楽曲

### ゲーム
歌について特別標注外は作曲・編曲

#### 2000年
『銀色』(2000年8月31日発売)
BGM数曲
完全版主題歌「ぎんいろ」（歌：達見恵）
サウンドトラック「銀色 劇本的音樂 美工的細加白色音樂！」(2000年12月21日発売)
サウンドトラック「ねこサウンドコレクションボックス」(2006年10月15日発売)
『股人タクシー』
BGM共同作曲

#### 2001年
『風と大地のページェント』2001年4月27日発売)
BGM数曲
サウンドトラック「風と大地のページェント ORIGINAL SOUND TRACK」(2001年7月27日発売)
『てんてこ温泉時代劇 〜亀屋〜』(2001年7月19日発売)
BGM全曲
『股人タクシー2』(2001年8月3日発売)
BGM全曲
『月陽炎〜つきかげろう〜』(2001年10月19日発売)
BGM数曲
鈴香篇主題歌「千秋恋歌」（歌：KIRIKO）
サウンドトラック「月陽炎〜つきかげろう〜 オリジナルサウンドトラック&アレンジ」(2002年2月20日発売)
『はじめてのおるすばん』(2001年12月28日発売)
BGM数曲
サウンドトラック「ななみとこのみのおしえてA・B・C おりじなるさうんどとらっく」【DISC2】収録(2004年12月29日発売)

#### 2002年
『金の瞳＊銀の瞳』(2002年4月26日発売)
主題歌「金の瞳＊銀の瞳」（歌：東迦喜也）
『SinsAbell』(2002年8月9日発売)
BGM全曲
主題歌「彼方」（歌：東迦喜也）
サウンドトラック「SinAbell Original Soundtrack」(2003年4月25日発売)
『虹色水晶』(2002年10月25日発売)
主題歌「遠く彼方に虹を見た、午後の空。」（歌：さおり）

#### 2003年
『Stay ever...〜約束なんてできない〜』(2003年2月28日発売)
主題歌「only one secret」（歌：片霧烈火）
『眠れぬ者達へ』(2003年4月11日発売)
BGM共同作曲
『朱-Aka-』(2003年6月13日発売)
BGM数曲
サウンドトラック「朱 [-Aka-] original sound track：PRIMITIVE」(2003年12月26日発売)
『胸キュン! はぁとde恋シ・テ・ル 〜お兄ちゃんもっと大好き〜』(2003年7月25日発売)
主題歌「夢見る乙女達☆」（歌：井上みゆ）
『Clover Heart's』(2003年11月28日発売)
BGM数曲
サウンドトラック「Clover Heart's complete tracks」(2004年3月5日発売)
『プレゼンス』(2003年11月28日発売)
BGM全曲
サウンドトラック「プレゼンス オリジナルサウンドトラック」(2004年3月19日発売)
主題歌「Wind of Cronus」（歌：真理絵）
『ななみとこのみのおしえてA・B・C』(2003年12月26日発売)
全BGM
主題歌「ちっちゃな恋」（歌：真理絵）【龍造寺真如】名義
EDテーマ「けせらせら」（歌：真理絵）【龍造寺真如】名義
ドラマCD「 2×3=みんなで銭湯」【DISC2】主題歌収録(2003年12月28日発売)
サウンドトラック「ななみとこのみのおしえてA・B・C おりじなるさうんどとらっく」【DISC1】収録(2004年12月29日発売)

#### 2004年
『まじれす!! 〜おまたせ♪リトルウィング〜』(2004年7月16日発売)
主題歌「NEVER GIVE UP! 〜世界へ〜」（歌：真理絵）
『ラムネ 』(2004年7月30日発売)
BGM数曲
サウンドトラック「ラムネ オリジナルサウンドトラック」(2005年11月23日発売)
サウンドトラック「ねこサウンドコレクションボックス」(2006年10月15日発売)
『アカイイト』(2004年10月21日発売)
全BGM
主題歌「廻る世界で」（歌：霜月はるか / riya）
EDテーマ「旅路の果て」（歌：riya / 霜月はるか）
サウンドトラック「アカイイト オリジナルサウンドトラック」(2005年11月3日発売)
ボーカルアレンジCD「アカイイト 『いつかのひかり』」(2008年2月18日発売)
『REQUIEM』(2004年12月10日発売)
主題歌「hépatique」（歌：真理絵）
EDテーマ「evergreen」（歌：真理絵）
『英雄伝説 ガガープ トリロジー 白き魔女』(2004年12月16日発売)
主題歌「時の向こう側」（歌：riya）
EDテーマ「空の果てへ」（歌：riya）
シングル「PSP 専用ゲーム「英雄伝説 ガガープ トリロジー 白き魔女」OPテーマ 時の向こう側/riya」(2005年3月24日発売)

#### 2005年
『TOYつめちゃいました』(2005年1月14日発売)
主題歌「Honey」（歌：真理絵）
『カルタグラ 〜ツキ狂イノ病〜』(2005年4月28日発売)
全BGM
主題歌「恋獄」（歌：霜月はるか）
イメージソング「硝子の月」（歌：霜月はるか）
サウンドトラック「カルタグラ Original Soundtrack Manie」(2005年8月19日発売)
『マビノ×スタイル』(2005年4月28日発売)
主題歌「光の方へ 〜明日へのJYUMON〜」（歌：riya）
『サナララ 〜SA・NA・RA・RA〜』(2005年4月29日発売)
BGM数曲
サウンドトラック「ねこサウンドコレクションボックス」(2006年10月15日発売)
『カルタグラ〜魂ノ苦悩〜』(2005年12月15日発売)
主題歌「LUNA」（歌:霜月はるか）
『夏音 -Ring-』【とらのあな専売】(2005年9月2日発売)
BGM数曲
主題歌「True Blue」（歌：みとせのりこ）
EDテーマ「今日の風 明日の色（歌：みとせのりこ）
サウンドトラック「夏音 -Ring- Original Sound Track 「waves」」【とらのあな専売】(2005年11月25日発売)
『しろクロ 〜白いこころと黒いツルギ〜』(2005年10月28日発売)
BGM全曲
主題歌「未来へのおまじない」（歌：片霧烈火）
EDテーマ「青いソラのおもいで」（歌：片霧烈火）
『車輪の国、向日葵の少女』(2005年11月25日発売)
挿入歌「そらの隙間」（歌：片霧烈火）

#### 2006年
『むすんで、ひらいて』(2006年2月3日発売)
BGM数曲
『Triptych』(2006年4月28日発売)
主題歌「Triptych」（歌：真理絵）
サウンドトラック「Triptych Original SoundTrack」(2006年8月11日発売 )
『Scarlett』(2006年5月26日発売)
BGM数曲
サウンドトラック「ねこサウンドコレクションボックス」(2006年10月15日発売)
『レッスルエンジェルス サバイバー』(2006年8月24日発売)
主題歌「Starry Eyes」（歌：片霧烈火）
ミニアルバム「レッスルエンジェルス サバイバー オリジナルミニサウンドトラック」(2007年12月29日発売 )
『PP -ピアニッシモ- 操リ人形ノ輪舞』(2006年9月29日発売)
全BGM
主題歌「蝶」（歌:霜月はるか）
EDテーマ「Distance」（歌：霜月はるか）
『牝姫の虜 〜廃校舎の制服少女〜』(2006年10月27日発売)
BGM全曲
主題歌「Gethsemane」（歌：Rita）
EDテーマ「LOTUS」（歌：Rita）
『なつぽち』(2006年11月22日発売)
挿入歌「久遠」（歌：KIRIKO）
EDテーマ「ひまわり」（歌：霜月はるか）
『ふぁみ☆すぴ!! 〜FamiliarSpirits!!〜』(2006年12月15日発売)
全BGM
主題歌「toy memory」（歌:真理絵）
EDテーマ「sapphirus」（歌：真理絵）

#### 2007年
『ナツメグ』(2007年2月2日発売)
BGM数曲
EDテーマ「巡夏」（歌：KAKO）
サウンドトラック「コットンサウンドトラックCD ナツメグ&レコンキスタ」(2007年8月17日発売)
『白銀のソレイユ－Successor of Wyrd《運命の継承者》－』(2007年3月30日発売)
全BGM
主題歌「アスガルド」（歌：片霧烈火）作曲
『和み匣 Innocent Greyファンディスク』(2007年4月6日発売)
全BGM
『サクラメント〜月ノ視ル夢〜』主題歌「LUNA arrange ver.」（歌：霜月はるか）
『サクラメント〜月ノ視ル夢〜』EDテーマ曲「硝子の月」（歌：霜月はるか）
『いのぐれっ！』EDテーマ曲「恋鍵」（恋の心は謎だらけ(うえおかあいsolo曲)＆鍵は探して(風音solo曲)）（歌：うえおかあい＆風音）
『こいとれ〜REN-AI TRAINING〜』(2007年6月29日発売)
主題歌「TIME」（歌：片霧烈火）
サウンドトラック「こいとれ〜REN-AI TRAINING〜 Original Soundtracks」(2007年8月24日発売)
『放課後の先パイ』(2007年8月3日発売)
BGM全曲
『姫さまっ、お手やわらかに! 』(2007年9月28日発売)
BGM数曲
『はるかぜどりに、とまりぎを。』(2007年10月26日発売)
全BGM
主題歌「SEVEN COLORS」（歌：みとせのりこ）
EDテーマ「なみのうた」（歌：みとせのりこ）
『FairChild -フェアチャイルド-』(2007年12月14日発売)
BGM数曲
サウンドトラック「FairChild Original Soundtrack」(2008年1月16日発売)
『ナギサの』(2007年12月14日発売)
BGM数曲
EDテーマ「星夏」（歌：KAKO）
サウンドトラック「コットンサウンドトラック ナギサの&アンバークォーツ」(2009年8月14日発売)

#### 2008年
『鋼炎のソレイユ －CHAOS REGION-』(2008年4月25日発売)
全BGM
主題歌「ヴァルハラ」（歌：Rita）
EDテーマ「流れ星」（歌：Rita）
『アオイシロ』(2008年5月15日発売)
全BGM
主題歌「闇の彼方に」（歌：Rita / 霜月はるか）
EDテーマ「水面まで」（歌：霜月はるか / Rita）
挿入歌「海つ波」（歌：みとせのりこ）
サウンドトラック「アオイシロオリジナルサウンドトラック」(2008年8月15日発売)
『殻ノ少女』(2008年7月4日発売)
全BGM
主題歌「瑠璃の鳥」（歌：霜月はるか）
サウンドトラック「殻ノ少女 オリジナルサウンドトラック【Azure】」(ゲームと同時発売)
『キスよりさきに恋よりはやく』(2008年10月24日発売)
全BGM
主題歌「Gerbera〜希望の花〜」（歌：真理絵）
EDテーマ「フタリユラリ」（歌：真理絵）
『レッスルエンジェルス サバイバー2』(2008年11月6日発売)
BGM数曲
主題歌「プレリュード」（歌：片霧烈火）

#### 2009年
『BALDR SKY Dive1 “Lost Memory”』(2009年3月27日発売)
BGM数曲
『魔女になる。』(2009年6月11日発売)
主題歌「たびだちのうた」（歌：霜月はるか）
『この青空に約束を― てのひらのらくえん（PSP版）』(2009年6月25日発売)
BGM数曲
挿入歌「手のひらの楽園」（歌：Annabel）
『Primary 〜Magical☆Trouble☆Scramble〜』(2009年6月26日発売)
全BGM
主題歌「Primary」（歌：Rita）
EDテーマ「Dear」（歌：Rita）
サウンドトラック「Primary O.S.T+」(2009年5月29日発売)
『BALDR SKY Dive2 “RECORDARE”』(2009年11月27日発売)
BGM数曲
『クロウカシス 七憑キノ贄』(2009年12月11日発売)
全BGM
主題歌「Snowdrop」（歌：霜月はるか）
サウンドトラック「Caucasus Original Sound Track」(ゲームと同時発売)
『Eternal Sky 〜悠久の空の彼方〜』(2009年12月18日発売)
主題歌「遥かな空へ」（歌：片霧烈火）
挿入歌「夕焼け、さよなら。」（歌：片霧烈火）
シングル「Eternal Sky -悠久の空の彼方- 主題歌マキシシングル」(2009年9月25日発売)
『あいすのっ！』【同人】(2009年12月30日発売)
全BGM

#### 2010年
『はるかぜどりに、とまりぎを。 2nd Story 〜月の扉と海の欠片〜』(2010年1月29日発売)
全BGM
主題歌「君のいる場所へ」（歌：みとせのりこ）
EDテーマ「心のパズル」（歌：みとせのりこ）
『BALDR SKY DiveX “DREAM WORLD”』(2010年9月24日発売)
BGM数曲
『CLOCK ZERO 〜終焉の一秒〜』(2011年10月13日発売)
全BGM
ED/挿入歌「流れる空に」（歌：arcane）
挿入歌「そしてまた、ここから」（歌：arcane）
サウンドトラック「CLOCK ZERO~終焉の一秒~オリジナルサウンドトラック」(2010年12月15日発売)

#### 2011年
『蒼穹のソレイユ〜FULLMETAL EYES〜』(2011年2月25日発売)
全BGM
主題歌「ラグナロク」（歌：いとうかなこ）
EDテーマ「蒼穹のソレイユ」（歌：いとうかなこ）
『フォルト!! A』(2011年6月24日発売)
主題歌「TRIANGLE LOVE」（歌：青葉りんご）編曲
EDテーマ「Never Ending!!」（歌：青葉りんご）編曲
『AMNESIA』(2011年8月18日発売)
全BGM
『ぽちとご主人様』(2011年8月26日発売)
全BGM
主題歌「満ちては咲く花のように」（歌：真理絵）
EDテーマ「あの日、あなたと」（歌：真理絵）
『翠の海 -midori no umi-』(2011年10月28日発売)
全BGM
主題歌「翼を持たない少女」（歌：霜月はるか）
EDテーマ「永遠の楽園」（歌：MAMI）

#### 2012年
『AMNESIA LATER』(2012年3月15日発売)
全BGM
『エルクローネのアトリエ』(2012年4月12日発売)
主題歌「花が咲く街で」（歌：霜月はるか）編曲
EDテーマ「君と見る夢」（歌：霜月はるか）作編曲
サウンドトラック「エルクローネのアトリエ 〜Dear for Otomate〜 オリジナルサウンドトラック」(2012年4月18日発売)
『虹翼のソレイユ－ⅶ's World－』(2012年4月27日発売)
全BGM
主題歌「ニブルヘイム」
EDテーマ「祈りの虹」（歌：Duca）
『初恋1/1』(2012年6月29日発売)
BGM数曲
真加辺碧イメージソング「さよならのコトバ」（歌:中恵光城）
イメージソングCD「初恋1／1 Vocal Collection」(2012年7月27日発売)
『L.G.S 〜新説 封神演義〜』(2012年8月9日発売)
2期OPテーマ「世界の果てで」（歌：織田かおり）
『マジてん 〜マジで天使を作ってみた〜』(2012年9月20日発売)
BGM共同担当
『Glass Heart Princess』(2012年12月20日発売)
全BGM
サウンドトラック「Glass Heart Princess サウンドトラック Plus」(2013年1月23日発売)
『キミへ贈る、ソラの花』(2012年12月21日発売)
全BGM
主題歌「キボウのソラ」（歌：霜月はるか）
EDテーマ「ハナのオト」（歌：柳麻美）

#### 2013年
『アムネシア for iOS & Android』(2013年2月8日配信)
主題歌「記憶のシルエット」（歌：織田かおり）
『虚ノ少女』(2013年2月8日発売)
全BGM
主題歌「月の虚」（歌：霜月はるか）
EDテーマ「ソレノイド」（歌：霜月はるか）
挿入歌「翡翠の美羽」（歌：鈴湯）
サウンドトラック「虚ノ少女 オリジナルサウンドトラック」(ゲームと同時発売)
『AMNESIA CROWD』(2013年4月18日発売)
追加BGM
サウンドトラック「AMNESIA CROWD サウンドトラック PLUS」(2013年4月24日発売)
『ゆめいろアルエット!』(2013年4月26日発売)
BGM数曲
『AMNESIA V EDITION』(2013年12月19日発売)
主題歌「Reverberation」（歌：織田かおり）
EDテーマ「深愛なる物語」（歌：織田かおり）

#### 2014年
『新・白銀のソレイユ -ReANSWER-』(2014年1月31日発売)
全BGM
主題歌「ReANSWER」（歌：榊原ゆい）
EDテーマ「VOICE」（歌：榊原ゆい）
『アルノサージュ〜生まれいずる星へ祈る詩〜』(2014年3月6日発売)
エンディングテーマ「Ar-ciel Ar-manaf」（歌：南條愛乃）
ボーカルアルバム「Ar nosurge Genometric Concert side.紅 〜天統姫〜」(2014年3月5日発売)
『Clover Day's』(2014年3月28日発売)
BGM数曲
主題歌「Clover Day's」（歌：真理絵）
サウンドトラック「Clover Day's　ORIGINAL SOUNDTRACKS」(2014年4月29日発売)
『FLOWERS -Le volume sur printemps-』(2014年4月18日発売)
全BGM
主題歌「FLOWERS」（歌：霜月はるか）
EDテーマ「花の頁」（歌：鈴湯）
サウンドトラック「FLOWERS ORIGINAL SOUNDTRACK -PRINTEMPS-」(ゲームと同時発売)
『AMNESIA WORLD』(2014年5月22日発売)
主題歌「追想カノン」（歌：織田かおり）
『星織ユメミライ』(2014年7月25日発売)
BGM数曲
イメージソング「Star Linker」（歌：霜月はるか）
EDテーマ「Celestia」（歌：霜月はるか）
イメージソングCD「星織ユメミライ Vocal Collection」(2014年8月29日発売)
『あやかしごはん』(2014年8月29日発売)
メインコンポーザー
サウンドトラック「あやかしごはん 音楽集」(2014年9月26日発売)
『D4: Dark Dreams Don't Die』(2014年9月19日発売)
BGM数曲
サウンドトラック「D4: Dark Dreams Don't Die Original Soundtrack (David Young Disc) 」(2014年11月20日発売)
サウンドトラック「D4: Dark Dreams Don't Die Original Soundtrack (Little Peggy Disc) 」(2014年11月20日発売)
『熱血異能部活譚 Trigger Kiss』(2014年10月2日発売)
全BGM
サウンドトラック「熱血異能部活譚 Trigger Kiss オリジナルサウンドトラック」(2014年11月15日発売)
『箱庭ロジック』(2014年10月31日発売)
全BGM
主題歌「箱庭ロジック」（歌：霜月はるか）
EDテーマ「君の箱庭」（歌：柳麻美）

#### 2015年
『Re:BIRTHDAY SONG〜恋を唄う死神〜』(2015年1月29日発売)
全BGM
『FLOWERS -Le volume sur été-』(2015年4月17日発売)
全BGM
主題歌「夏空の光」（歌：鈴湯）
EDテーマ「chaleur」（歌：霜月はるか）
サウンドトラック「FLOWERS 夏篇 ORIGINAL SOUNDTRACK -ete-」(ゲームと同時発売)

#### 2016年
『FLOWERS -Le volume sur automne-』(2016年5月27日発売)
全BGM
主題歌「虹の魔法」（歌：霜月はるか）
EDテーマ「forked road」（歌：鈴湯）
サウンドトラック「FLOWERS 夏篇 ORIGINAL SOUNDTRACK -AUTOMNE-」(ゲームと同時発売)
『Collar×Malice』(2016年8月18日発売)
全BGM
Collar×Malice オリジナルサウンドトラック(2016年9月21日発売)
『悠久のティアブレイド -Lost Chronicle-』(2016年9月8日発売)
全BGM
悠久のティアブレイド -Lost Chronicle- オリジナルサウンドトラック(2016年9月28日発売)
『REFLEC BEAT 悠久のリフレシア』 (2016年12月1日稼働)
収録楽曲「昏き甲鉄のヴェルガ」(歌：rionos)

#### 2017年
『星空TeaParty えくすとら 〜「恋愛（アイ）」はじまりました！〜』(2017年3月24日発売)
全BGM
主題歌「ここにいるよ」（歌：真理絵）
EDテーマ「終わりなき空の果て」（歌：真理絵）
『BLADE×BULLET 金輪のソレイユ』(2017年8月25日発売)
主題歌「ヴィグリード」（歌：榊原ゆい）
『FLOWERS -Le volume sur hiver-』(2017年9月15日発売)
全BGM
サウンドトラック「FLOWERS 冬篇 ORIGINAL SOUNDTRACK -HIVER-」(ゲームと同時発売)

### CD

#### 1999年
『かまいたちの夜 特別篇 スペシャルアレンジパック』(1999年1月20日発売)
- 「ペンション・シュプール」編曲【寺谷知己】名義
- 「懐かしいあの風景」編曲【寺谷知己】名義
- 「長い夜の始まり」共同編曲【寺谷知己】名義
- 「Final Mission」共同編曲【寺谷知己】名義

#### 2001年
『プリズム・ハート アレンジサウンドトラック ハートの風車』(2001年3月16日発売)
- 「Narcissitic Knight」編曲
- 「The Crucial Stage」編曲
- 「小さな恋人？」編曲

『佐藤裕美 ゲームテーマソングコレクション〜Looking for sign〜』(2001年10月30日発売)
- 「銀色」（歌：佐藤裕美）作曲

#### 2003年
『永遠のアセリア パーフェクトアレンジアルバム』(2003年6月25日発売)
- 「Natural garden」編曲

『ソララド』(2003年12月28日発売)
- 「オーバー」（歌：riya）編曲
- 「海鳴り」（歌：riya）編曲
- 「一万の軌跡」（歌：riya）編曲

『ユッカ 鈴の音は蒼い風に乗って』【YUCCA Project名義】(2003年8月15日発売)
BGM全曲
- 「風の織り歌(Full ver)」（歌：SAKULA）作詞/作編曲【歌詞：六浦館】名義
- 「風の織り歌」（歌：SAKULA）作詞/作編曲【歌詞：六浦館】名義

『Winter Mix2003』【とらのあな専売】(2003年12月28日発売)
- 「まちびと」（歌：片霧烈火）作編曲

#### 2004年
『開運☆野望神社 on CD 〜厄落としのエプロン編〜』【とらのあな専売】(2004年4月29日発売)
BGM全曲
- 「キミと出会ったこの場所で」（歌：生天目仁美）作編曲【寺谷知己】名義
- 「空の砂漠」（歌：伊藤静）作編曲【寺谷知己】名義

『GWAVE 2003 2nd Beat』(2004年6月25日発売)
- 「Wind of Cronus」（歌：真理絵）作編曲

『開運☆☆野望神社 on CD 〜異次元からのメッセージ〜』【とらのあな専売】(2004年12月15日発売)
BGM全曲
- 「緑の丘」（歌：伊藤静）作詞/作編曲【歌詞：六浦館】名義
- 「STORY」（歌：生天目仁美）作詞/作編曲【歌詞：六浦館】名義

『ソララドアペンド』(2004年12月29日発売)
- 「同じ高み」（歌：riya）編曲
- 「風の少女」（歌：riya）編曲

#### 2005年
『Winter Mix2』【とらのあな専売】(2005年2月25日発売)
- 「しらゆき」（歌：片霧烈火）作編曲

『ANGEL TYPE BGM Arrenged Version. Sequence』【ANGEL TYPE 初回限定版同梱アレンジアルバム】(2005年3月25日発売)
BGM全曲アレンジ
- 「Monologue」（歌：彩菜）編曲
- 「Catharsis」（歌：彩菜）編曲
- 「LOVES」（歌：彩菜）編曲

『開運☆☆野望神社 on CD 〜愛と追憶のニキータ〜』【とらのあな専売】(2005年4月15日発売)
BGM全曲
- 「DASH!」（歌：生天目仁美）作詞/作編曲【歌詞：六浦館】名義
- 「エデン」（歌：伊藤静）作詞/作編曲【歌詞：六浦館】名義

『GWAVE 2004 2nd Groove』(2005年6月24日発売)
- 「hépatique」（歌：真理絵）作編曲

Key Sounds Label 『Love Song』(2005年8月31日発売)
- 「走る」（歌：riya）編曲
- 「灰色の羽根」（歌：riya）編曲

『あしあとリズム 〜Haruka Shimotsuki works best〜』(2005年9月22日発売)
- 「恋獄」（歌：霜月はるか）作詞/作編曲【歌詞：六浦館】名義
- 「あしあとリズム」（歌：霜月はるか）編曲

『女優・菜々子／喪服妻 twin wave』(2005年9月30日発売)
- 「on my holiday([衣替え]アレンジ)」編曲

#### 2006年
『☆開運☆野望神社☆ on CD 〜湯けむり地球紀行〜』【とらのあな専売】(2006年3月24日発売)
BGM全曲
- 「鳳仙花」（歌：生天目仁美）作詞/作編曲【歌詞：六浦館】名義
- 「輪廻」（歌：伊藤静）作詞/作編曲【歌詞：六浦館】名義

『欧陽菲菲 FeiFei Best Selections “Shinin' Forever”』(2006年11月8日発売)
- 「Shinin' Forever」（歌：欧陽菲菲）編曲【寺谷知己名義】

『kotodama -Hitomi Nabatame＊Shizuka Ito-』【とらのあな専売】(2006年11月17日発売)
- 「キミと出会ったこの場所で」（歌：生天目仁美）作編曲
- 「空の砂漠」（歌：伊藤静）作編曲
- 「STORY」（歌：生天目仁美）作詞/作編曲【歌詞：六浦館】名義
- 「緑の丘」（歌：伊藤静）作詞/作編曲【歌詞：六浦館】名義
- 「DASH!」（歌：生天目仁美）作詞/作編曲【歌詞：六浦館】名義
- 「エデン」（歌：伊藤静）作詞/作編曲【歌詞：六浦館】名義
- 「鳳仙花」（歌：生天目仁美）作詞/作編曲【歌詞：六浦館】名義
- 「輪廻」（歌：伊藤静）作詞/作編曲【歌詞：六浦館】名義
- 「紙飛行機」（歌：生天目仁美）作詞/作編曲【歌詞：六浦館】名義
- 「Light」（歌：伊藤静）作詞/作編曲【歌詞：六浦館】名義

『霜月はるかフルボーカルアルバム Maple Leaf Box』 (2006年12月29日発売)
- 「夜明けの月」（歌：霜月はるか）編曲

#### 2007年
『Winter Mix Vol.04』【とらのあな専売】(2007年2月14日発売)
- 「eternity」（歌：真理絵）作編曲【龍造寺真如】名義

『GWAVE 2006 2nd Strike』(2007年6月29日発売)
- 「蝶」（歌：霜月はるか）作詞/作編曲【歌詞：六浦館】名義

『☆開運☆野望神社☆ on CD 〜遥かなる未来へ〜』【とらのあな専売】(2007年11月26日発売)
BGM全曲
- 「陽炎」（歌：伊藤静）作詞/作編曲【歌詞：六浦館】名義
- 「フレンズ」（歌：生天目仁美）作詞/作編曲【歌詞：六浦館】名義

#### 2008年
『☆開運☆野望神社☆ on CD 〜友情フォトグラフ〜』【とらのあな専売】(2008年5月30日発売)
BGM全曲
- 「宝物」（歌：伊藤静）作詞/作編曲【歌詞：六浦館】名義
- 「桜の川」（歌：生天目仁美）作詞/作編曲【歌詞：六浦館】名義

『音のコンパス』(2008年6月25日発売)
- 「蝶」（歌：霜月はるか）作詞/作編曲【歌詞：六浦館】名義
- 「distance」（歌：霜月はるか）作詞/作編曲【歌詞：六浦館】名義
- 「ひまわり」（歌：霜月はるか）作編曲
- 「泡沫」（歌：霜月はるか）作編曲

『GWAVE 2007 2nd Drivers』(2008年6月27日発売)
- 「SEVEN COLORS」（歌：みとせのりこ）作編曲

『☆開運☆野望神社☆ on CD 〜幸せのカタチ〜』【とらのあな専売】(2008年12月22日発売)
BGM全曲

#### 2009年
『SkyFish vocal collection volume.1』(2009年5月29日発売)
- 「Asgardh -アスガルド-」（歌：片霧烈火）作編曲
- 「toy memory」（歌：真理絵）作編曲
- 「sapphirus」（歌：真理絵）作編曲
- 「SEVEN COLORS」（歌：みとせのりこ）作編曲
- 「なみのうた」（歌：みとせのりこ）作編曲
- 「ヴァルハラ」（歌：Rita）作編曲
- 「流れ星」（歌：Rita）作編曲
- 「Gerbera〜希望の花〜」（歌：真理絵）作編曲
- 「フタリユラリ」（歌：真理絵）作編曲
- 「Asgardh -アスガルド-(CoverVersion)」（歌：青葉りんご）作編曲

『GWAVE 2008 2nd Experience』(2009年6月26日発売)
- 「瑠璃の鳥」（歌：霜月はるか）作詞/作編曲【歌詞：六浦館】名義
- 「Gerbera〜希望の花〜」（歌：真理絵）作編曲

『FORTUNE ARTERIAL -feeling assort-』(2009年8月14日発売)
- 「クラッカーズ・ガール」（歌：悠木かなで/CV:雛見風香）作編曲
- 「白雪」（歌：千堂伽耶/CV:美芹桜花）作編曲

『しろくまベルスターズ♪ キャラソンパーティ「ジングルベルスターズ♪」』(2009年8月14日発売)
- 「タカラモノ」（歌：鰐口きらら/CV:榊るな）作編曲

『グリオットの眠り姫』(2009年10月14日発売)
- 「独り夢」（歌：霜月はるか）作編曲
- 「氷る世界」（歌：霜月はるか）編曲

#### 2010年
『桜の舞う頃に〜卒業アルバム第一楽章〜』(2010年2月19日発売)
- 「サクライルミネーション」（歌：真理絵）作編曲

『GWAVE 2009 1st Ace』(2010年3月26日発売)
- 「Primary」（歌：Rita）作編曲

『導きのハーモニー』(2010年4月14日発売)
- 「瑠璃の鳥」（歌：霜月はるか）作詞/作編曲【歌詞：六浦館】名義
- 「Snowdrop」（歌：霜月はるか）作詞/作編曲【歌詞：六浦館】名義
- 「たびだちのうた」（歌：霜月はるか）作詞/作編曲【歌詞：六浦館】名義
- 「眠りの果ての蒼い花」（歌：霜月はるか）編曲
- 「導きのハーモニー」（歌：霜月はるか）編曲

『ひまわり -Pebble in the Sky- Portable オリジナルサウンドトラック』(2010年4月23日発売)
- 「星のロケット(Image Song)」（歌：真理絵）作編曲

『GWAVE 2009 2nd Ace』(2010年7月30日発売)
- 「Snowdrop」（歌：霜月はるか）作詞/作編曲【歌詞：六浦館】名義

『FORTUNE ARTERIAL キャラクターソングアルバム2 -プロジェクトB-』(2010年8月13日発売)
- 「えぶりぱれーど大作戦」（歌：悠木かなで/CV:雛見風香）作編曲【龍造寺真如】名義

『花想少女〜Lip-Aura〜前奏曲』(2010年8月15日発売)
- 「誘いの水底」（歌：Annabel & 霜月はるか）作編曲
- 「眠りの果ての蒼い花」（歌：霜月はるか）編曲

『GWAVE 2010 1st Grace』(2010年12月24日発売)
- 「君のいる場所へ」（歌：みとせのりこ）作編曲

#### 2011年
『悪魔城ドラキュラTribute vol.1』(2011年1月13日発売)
- 「New Messiah 〜ドラキュラ伝説II（ゲームボーイ）〜」編曲

Innocent Grey ベストアルバム 『トロイメライ』(2011年1月14日発売)
- 「月の虚」（歌：霜月はるか）作詞/作編曲【歌詞：六浦館】名義
- 「恋獄」（歌：霜月はるか）作詞/作編曲【歌詞：六浦館】名義
- 「LUNA」（歌：霜月はるか）作詞/作編曲【歌詞：六浦館】名義
- 「硝子の月」（歌：霜月はるか）作詞/作編曲【歌詞：六浦館】名義
- 「蝶」（歌：霜月はるか）作詞/作編曲【歌詞：六浦館】名義
- 「Distance」（歌：霜月はるか）作詞/作編曲【歌詞：六浦館】名義
- 「瑠璃の鳥」（歌：霜月はるか）作詞/作編曲【歌詞：六浦館】名義
- 「Snowdrop」（歌：霜月はるか）作詞/作編曲【歌詞：六浦館】名義
- 「恋獄 〜Arrange ver.〜」（歌：霜月はるか）作詞/作編曲【歌詞：六浦館】名義
- 「LUNA 〜Arrange ver.〜」（歌：霜月はるか）作詞/作編曲【歌詞：六浦館】名義
- 「トロイメライ」

『星空アンサンブル』(2011年2月23日発売)
- 「星空アンサンブル」（歌：霜月はるか）編曲

『Soil』【Rewrite 初回限定版同梱アレンジアルバム】(2011年6月24日発売)
- 「アサガオ」編曲

『空想活劇・弐』(2011年9月1日発売)
- 「Kleinchen」（歌：やなぎなぎ）作編曲

『花想少女〜Lip-Aura〜』(2011年10月26日発売)
- 「眠りの果ての蒼い花」（歌：霜月はるか）編曲
- 「誘いの水底」（歌：Annabel & 霜月はるか）作編曲
- 「花想少女」（歌：霜月はるか & Annabel）編曲
- 「君の跡形」（歌：霜月はるか & Annabel& 織田かおり） 作編曲

『Branch Rewrite Arrangement Album』【C81 Keyセット】(2011年12月29日発売)
- 「Fertilizer」（歌：mao）編曲
- 「Orbita(原題：Potted One)」（歌：Annabel）編曲

『GWAVE 2011 1st Chronicle』(2011年12月29日発売)
- 「ラグナロク」（歌：いとうかなこ）作編曲

#### 2012年
グリオットの眠り姫 第2巻限定版特別付録 『お姫様と道化師』(2012年1月25日発売)
- 「廃墟に咲く花」（歌：霜月はるか）作編曲

CLOCK ZERO〜終焉の一秒〜 SONG COLLECTION 『Beautiful Wprld』(2012年4月4日発売)
- 「そしてまた、ここから」（歌：Annabel）作詞/作編曲【arcane】名義
- 「流れる空に」（歌：Annabel）作詞/作編曲【arcane】名義

『SKYFISH VOCAL COLLECTION SPECIAL2012』(2012年5月6日発売)
- 「toy memory」（歌：真理絵）作編曲
- 「sapphirus」（歌：真理絵）作編曲
- 「Asgardh -アスガルド-」（歌：片霧烈火）作編曲
- 「SEVEN COLORS」（歌：みとせのりこ）作編曲
- 「なみのうた」（歌：みとせのりこ）作編曲
- 「ヴァルハラ」（歌：Rita）作編曲
- 「流れ星」（歌：Rita）作編曲
- 「Gerbera〜希望の花〜」（歌：真理絵）作編曲
- 「フタリユラリ」（歌：真理絵）作編曲
- 「Primary」（歌：Rita）作編曲
- 「Dear」（歌：Rita）作編曲
- 「君のいる場所へ」（歌：みとせのりこ）作編曲
- 「心のパズル」（歌：みとせのりこ）作編曲
- 「ラグナロク」（歌：いとうかなこ）作編曲
- 「蒼穹のソレイユ」（歌：いとうかなこ）作編曲
- 「満ちては咲く花のように」（歌：真理絵）作編曲
- 「あの日、あなたと」（歌：真理絵）作編曲
- 「翼を持たない少女」（歌：霜月はるか）作編曲
- 「永遠の楽園」（歌：MAMI）作編曲
- 「ニブルヘイム」（歌：Duca）作編曲
- 「祈りの虹」（歌：Duca）作編曲

AMNESIA SONG COLLECTION 『Remenber』(2012年5月23日発売)
- 「AWAKE 〜UPPER REGION Ver.〜」(歌：砂月)編曲【万葉】名義

『GWAVE 2011 2nd Chronicle』(2012年6月29日発売)
- 「翼を持たない少女」（歌：霜月はるか）作編曲

『ティンダーリアの奏』(2012年6月30日発売)
- 「廃墟に咲く花」（歌：霜月はるか）作編曲

『初恋1／1 Vocal Collection』(2012年7月27日発売)
- 「さよならのコトバ」（歌：中恵光城）作編曲

『Tachyon』(2012年9月12日発売)
- 「sh,57.101」作編曲【mamenoi】名義
- 「青色灯」（歌：やなぎなぎ）作詞
- 「Kleinchen」（歌：やなぎなぎ）作詞/作編曲【作詞：mamenoi】名義
- 「バンタレイ」作詞/作編曲【mamenoi】名義
- 「ラブラドライト」（歌：やなぎなぎ）作詞
- 「eirōneia」（歌：やなぎなぎ）作編曲
- 「旅の終わり」（歌：やなぎなぎ）作詞
- 「Tachyon」（歌：やなぎなぎ）作編曲
- 「Lacunarity」作編曲
- 「トレイル」（歌：やなぎなぎ）作編曲
- 「手紙」（歌：やなぎなぎ）作詞

『隻眼のティンダロス』(2012年9月22日発売)
- 「隻眼のティンダロス」（歌：リタツキン）作詞

『想いのコンチェルト』
- 「翼を持たない少女」（歌：霜月はるか）作編曲
- 「君と見る夢」（歌：霜月はるか）作編曲
- 「花が咲く街で」（歌：霜月はるか）作編曲
- 「水を映す者」（歌：霜月はるか）編曲
- 「月の虚」（歌：霜月はるか）作詞/作編曲【歌詞：六浦館】名義
- 「想いのコンチェルト」（歌：霜月はるか）編曲

『GWAVE 2012 1st Memories』(2012年12月28日発売)
- 「翼を持たない少女」（歌：霜月はるか）作編曲

『VA Compilation CD Panorama vol.4』(2012年12月29日発売)
- 「桜の下で」（歌：中恵光城）編曲

#### 2013年
リトルバスターズ!／クドわふたー Piano Arrange Album『ripresa』(2013年4月26日発売)
- 「BOYS DON'T CRY」
- 「たったひとつの魔法の言葉」ピアノアレンジ

『GWAVE 2012 2nd Memories』(2013年7月26日発売)
- 「キボウのソラ」（歌：霜月はるか）作編曲

リトルバスターズ! 〜Refrain〜OP主題歌『boys be Smile』(2013年10月23日発売)
- 「boys be Smile」（歌：鈴湯）編曲
- 「目覚めた朝にはきみが隣に」（歌：鈴湯）編曲

#### 2014年
Fate/EXTRA CCC ルナティックステーション2013(2014年1月24日発売)
- 「dreamin'」（歌：パッションリップ/CV.小倉唯）作編曲
- 「花嵐ノ記」（歌：キャスター/CV.斎藤千和）作編曲

Ar nosurge Genometric Concert side.紅 〜天統姫〜(2014年3月5日発売)
- 「Ar-ciel Ar-manaf」（歌：南條愛乃）作編曲

柳麻美ミニアルバム『導きの光』(2014年4月27日発売)
- 「導きの光」（歌：柳麻美）作編曲
- 「戦いの交響曲」（歌：柳麻美）作編曲
- 「未来へ」（歌：柳麻美）作編曲

彼女がフラグをおられたらOP主題歌『クピドゥレビュー』(2014年4月30日発売)
- 「twinkAtrick」（歌：悠木碧）作編曲

織田かおりアルバム『Colors』(2014年5月7日発売)
- 「Reverberation」（歌：織田かおり）作編曲

北沢綾香アルバム『nature couleur』(2014年6月25日発売)
- 「デュアル・ムーン」（歌：北沢綾香）作編曲

織田かおりシングル『追想カノン』(2014年6月25日発売)
- 「追想カノン」（歌：織田かおり）作編曲

#### 2015年
- 悠木碧アルバム『イシュメル』(2015年2月11日発売)

- 「twinkAtrick」（歌：悠木碧）作編曲

#### 2016年
『境界のRINNE』第2シリーズOP主題歌『Melody』(2016年5月18日発売予定)
- 「Melody」（歌：Pile）作曲

### その他
マッスルミュージカル『M-JUMP』
一部楽曲提供

## ラジオ出演
- 霜月はるかのFrost Moon Cafe　第30回、第59回、第78回、第134・135回（ぺさまと共演）、第150回、第243・244回